# Betws Fawr
Pour les articles homonymes, voir Betws.
Betws Fawr est un menhir situé près du village de Llanystumdwy, dans le Gwynedd, au Pays de Galles.

## Situation
Le mégalithe se situe dans la presqu'île de Llŷn, à environ 2 km au nord-nord-ouest de Llanystumdwy, dans le nord-ouest du Pays de Galles.

## Description
La pierre mesure 2,60 m de hauteur,, pour 1 m de largeur et 60 cm d'épaisseur.